# Mali Vilmî (Kosivșciîna), Sumî
Mali Vilmî (în ucraineană Малі Вільми) este un sat în comuna Kosivșciîna din raionul Sumî, regiunea Sumî, Ucraina.

## Demografie
Componența lingvistică a localității Mali Vilmî
     Ucraineană (95,41%)
     Rusă (4,59%)
Conform recensământului din 2001, majoritatea populației localității Mali Vilmî era vorbitoare de ucraineană (95,41%), existând în minoritate și vorbitori de rusă (4,59%).